# Viruküla
Viruküla – wieś w Estonii, w prowincji Harju, w gminie Nissi.